# Trapezidae
Famille
Synonymes
- Cypricardiidae Dall, 1895
- Kitsoniidae Eames, 1957

Les Trapezidae sont une famille de  mollusques bivalves.

## Liste des genres
Selon World Register of Marine Species (1 juin 2016):
- genre Coralliophaga de Blainville, 1824
- genre Fluviolanatus Iredale, 1924
- genre Glossocardia Stoliczka, 1870
- genre Neotrapezium Habe, 1951
- genre Trapezium Muhlfeld, 1811

Selon Paleobiology Database (27 octobre 2019):
- Coralliophaga - Cypricardia - Glossocardia - Kitsonia - Langvophorus - Straelenotrapezium - Trapezium